# 서울국제여성영화제
서울국제여성영화제( - 國際女性映畵祭, SEOUL International Women's Film Festival, SIWFF)는 1997년 4월 서울특별시에서 시작한 국제 영화제이다.
서울국제여성영화제는 1997년 4월 11일 제1회 영화제를 개최하였다. 영화제의 개념조차 명확하지 않던 시절, 1996년 출범한 부산국제영화제에 이어 두 번째로 개최된 국제영화제였다. 당시 서울국제여성영화제 출범의 가장 큰 목적은 "여성의 눈으로 세계를 보자"라는 캐치프레이즈 아래, '여성의 현실을 여성의 시선으로 바라본' 여성영화들을 대중에게 선보이는 것이었다. 여성에 의한, 여성을 위한, 여성에 대한 영화를 상영한다는 목적으로 시작한 제1회 서울국제여성영화제에 대한 관객들의 반응은 예상을 뛰어넘는 큰 호응으로 이어졌다. 이러한 관객들의 호응과 지지로 인해 애초 격년제로 시작했던 영화제는 제3회 영화제가 열린 2001년부터 연례화되어 지금의 형태로 자리를 잡았다. 2004년 제6회 여성영화제부터는 사무국과 행사장소를 젊음과 문화의 거리 신촌으로 옮겨 변화를 추구했다. 2007년 제9회 영화제에서 성적 소수자의 삶과 문화를 다룬 영화를 상영하는 퀴어 레인보우 섹션을 신설했다. 2015년 서울국제여성영화제는 영문 명칭을 기존의 International Women's Film Festival in Seoul에서 SEOUL International Women's Film Festival로 변경하였다. 오랫동안 사용해왔던 영화제 공식 로고를 변경하는 등, 페스티벌 아이덴티티를 새롭게 구축하고 영화제를 보다 대중 친화적인 문화 플랫폼으로 만들기 위해 노력하고 있다.

## 특징
- 세계 최대 규모의 국제여성영화제
- 아시아, 세계를 잇는 여성영화 네트워크의 중심
- 아시아 여성영화 인력 발굴 및 여성영화 창작 지원
- 문화생산의 주체로서 새로운 여성문화 창출

## 역대 영화제
| 연도   | 회차 | 개막일   | 폐막일   | 국가/작품수  | 개막작                                                                              |
| 1997년 | 1    | 4월 11일 | 4월 17일 | 9개국 38편   | 미망인 (박남옥/한국)                                                                |
| 1999년 | 2    | 4월 16일 | 4월 23일 | 10개국 39편  | 행복의 거리 (리 샤오홍/중국)                                                        |
| 2001년 | 3    | 4월 15일 | 4월 22일 | 16개국 67편  | 거류 (김소영/한국)                                                                  |
| 2002년 | 4    | 4월 4일  | 4월 12일 | 18개국 80편  | 제비꽃 향기: 아무도 믿지 않는다 (마리사 시스타치/멕시코)                            |
| 2003년 | 5    | 4월 11일 | 4월 18일 | 19개국 116편 | 미소 (박경희/한국)                                                                  |
| 2004년 | 6    | 4월 2일  | 4월 9일  | 20개국 73편  | 인 더 컷 (제인 캠피온/호주,미국)                                                    |
| 2005년 | 7    | 4월 8일  | 4월 15일 | 27개국 86편  | 홀리 걸 (루크레시아 마르텔/아르헨티나)                                              |
| 2006년 | 8    | 4월 6일  | 4월 14일 | 33개국 96편  | 법조계의 자매들 (킴 론지노토, 플로렌스 아이시/영국, 카메룬)                         |
| 2007년 | 9    | 4월 5일  | 4월 12일 | 29개국 100편 | 안토니아 (타타 아마랄/브라질)                                                       |
| 2008년 | 10   | 4월 10일 | 4월 18일 | 30개국 140편 | 10주년 기념 프로젝트 텐 텐 (울리케 오팅거,헬렌 리,변영주,이수연,장희선,임성민/한국) |
| 2009년 | 11   | 4월 9일  | 4월 16일 | 23개국 105편 | 반쪽의 삶 (제니퍼 팡/미국)                                                          |
| 2010년 | 12   | 4월 8일  | 4월 15일 | 27개국 101편 | 다가올 그날 (독일)                                                                  |
| 2011년 | 13   | 4월 7일  | 4월 14일 | 30개국 115편 | 헤어드레서 (2010년 영화) (도리스 되리/독일)                                         |
| 2012년 | 14   | 4월 19일 | 4월 26일 | 30개국 120편 | 더 프라이즈 (파울라 마르코비치/멕시코, 프랑스, 폴란드, 독일)                        |
| 2013년 | 15   | 5월 24일 | 5월 30일 | 28개국 110편 | 진저 앤 로사 (샐리 포터/영국)                                                       |
| 2014년 | 16   | 5월 29일 | 6월 5일  | 30개국 99편  | 그녀들을 위하여 (야스밀라 즈바니치/보스니아-헤르체고비나)                           |
| 2015년 | 17   | 5월 27일 | 6월 3일  | 37개국 111편 | 마이 스키니 시스터 (산나 렌켄/스웨덴)                                               |
| 2016년 | 18   | 6월 2일  | 6월 8일  | 27개국 118편 | 서프레제트 (영화) (사라 가브론/영국)                                                |
| 2017년 | 19   | 6월 1일  | 6월 7일  | 37개국 107편 | 스푸어 (아그네츠카 홀란드/폴란드)                                                   |
| 2018년 | 20   | 5월 31일 | 6월 7일  | 36개국 147편 | 바르다가 사랑한 얼굴들 (아녜스 바르다, JR/프랑스)                                   |
| 2019년 | 21   |          |          |              |                                                                                     |
| 2020년 | 22   |          |          |              |                                                                                     |
| 2021년 | 23   |          |          |              |                                                                                     |
| 2022년 | 24   |          |          |              |                                                                                     |

## 부문상
- 국제장편경쟁 : 서울국제여성영화제가 20회를 맞이하여 처음 준비한 역사적인 섹션. 전 세계 여성감독들이 장편 극영화를 더 많이 제작할 수 있는 보다 여성 친화적이며 성평등한 영화제작환경 조성을 위하여 그리고 관객들도 극장에서 여성이 주인공인 여성감독의 영화를 만날 수 있는 기회를 증대하기 위해 개설한 프로그램이다.

- 한국장편경쟁 : 한국 여성감독들의 극영화 및 다큐멘터리를 대상으로 새롭게 신설된 경쟁섹션이다. 본선에 오른 다섯 작품은 빼어난 연출력, 여성주의적 관점이 돋보이는 작품들로, 영화제 기간 작품상을 놓고 경합을 벌인다.

- 아시아단편경쟁 : 아시아 여성감독들의 단편을 대상으로 하는 경쟁섹션 아시아단편경쟁에는 아시아 여성영화의 힘을 느낄 수 있는 참신한 작품들을 소개한다. 정재은, 박찬옥, 장희선, 이경미, 노덕, 홍재희 등 재능 있는 한국 여성감독들을 배출한 바 있다.

- 아이틴즈 : 10대 여성영화인을 발굴하고 미래의 성장을 지원하는 '아이틴즈상' 부문은 10대 관객심사단 ‘아이틴즈’가 영화제 기간 동안 예선 심사를 통과한 본선 진출작을 관람하고 열띤 토론을 거쳐 ‘아이틴즈상’을 선정, 폐막식에서 직접 시상한다.

- 다큐멘터리 옥랑문화상 : 옥랑문화재단의 전폭적이고 꾸준한 후원으로, 2002년 시작된 다큐멘터리 제작지원 프로그램이다. 매해, 전년도 피치&캐치 다큐멘터리 부문 수상작을 월드 프리미어로 상영한다.

역대 옥랑문화상 수상작
| 연도   | 기수 | 영화명                             | 감독                  |
| 2002년 | 1기  | 봄이오면 / 왠지 작은 찻잔과 밥그릇 | 정수연 / 이정화       |
| 2003년 | 2기  | 엄마…                              | 류미례                |
| 2004년 | 3기  | 엄마를 찾아서                      | 정호현                |
| 2005년 | 4기  | 쇼킹 패밀리 / 우리들은 정의파다    | 경순 / 이혜란         |
| 2006년 | 5기  | OUT: 이반검열 두 번째 이야기       | 이영(여성영상집단 움) |
| 2007년 | 6기  | 3×FTM                              | 김일란                |
| 2008년 | 7기  | 레즈비언 정치도전기                | 홍지유, 한영희        |
| 2009년 | 8기  | 레드 마리아                        | 경순                  |
| 2010년 | 9기  | 두 개의 선                         | 지민                  |
| 2011년 | 10기 | 간지들의 하루                      | 이숙경                |
| 2012년 | 11기 | 탐욕의 제국                        | 홍리경                |
| 2013년 | 12기 | 반짝이는 박수 소리                 | 이길보라              |
| 2014년 | 13기 | 홀리워킹데이                       | 이희원                |
| 2015년 | 14기 | 호스트 네이션                      | 이고운                |
| 2016년 | 15기 | 피의 연대기                        | 오희정                |
| 2017년 | 16기 | 얼굴 그 맞은 편                    | 이선희                |
| 2018년 | 17기 | 외길식당                           | 박강아름              |
| 2019년 | 18기 |                                    |                       |

- 피치&캐치 : 서울국제여성영화제는 기획개발 제작지원 프로그램 '피치&캐치'를 2012년부터 개설하여 극영화와 다큐멘터리 각 부문당 다섯 작품씩을 선정, 공개피칭 행사 후 비지니스 미팅 기회와 총 3,100만원 규모의 상금을 제공하고 있다. 피치&캐치 본선 진출작으로는 <분노의 윤리학> <미쓰GO> <두 번의 결혼식과 한 번의 장례식> <청포도사탕> <고양이 장례식>(이상 극영화) <두 개의 선> <아버지의 이메일> <잔인한 나의, 홈> <간지들의 하루> <노라노> <탐욕의 제국>(이상 다큐멘터리) 등이 있다.

## 아카이브
서울국제여성영화제 아카이브는 역대 상영작 중 뛰어난 작품성과 탁월한 문제의식으로 관객들의 뜨거운 사랑을 받은 화제작을 엄선하여 영화제 기간이 아니더라도 언제 어디서나 감상할 수 있는 기회를 제공하고 있다. 대중문화, 몸, 환경, 노동, 섹슈얼리티 등과 관련된 여성 이슈나 여성 문제를 폭넓고 깊이 있게 다루고 있는 작품을 보유하고 있으며, 매년 새로운 작품을 추가해 선택의 폭을 넓혀가고 있다.